# ألفريدو أندرسون
الفريدو أندرسون (Alfredo Anderson Salazar) (مواليد 31 أكتوبر 1978) هو لاعب كرة قدم. يلعب مع منتخب بنما لكرة القدم.

## وصلات خارجية
- ألفريدو أندرسون على موقع الاتحاد الدولي (مؤرشف)  (الإنجليزية)
- ألفريدو أندرسون على موقع قاعدة بيانات كرة القدم.إي يو (الإنجليزية)
- ألفريدو أندرسون على موقع ناشيونال فوتبول تيمز (الإنجليزية)
- ألفريدو أندرسون على موقع عالم كرة القدم.نت (الإنجليزية)
- National Football Teams